# Heikki Holmås

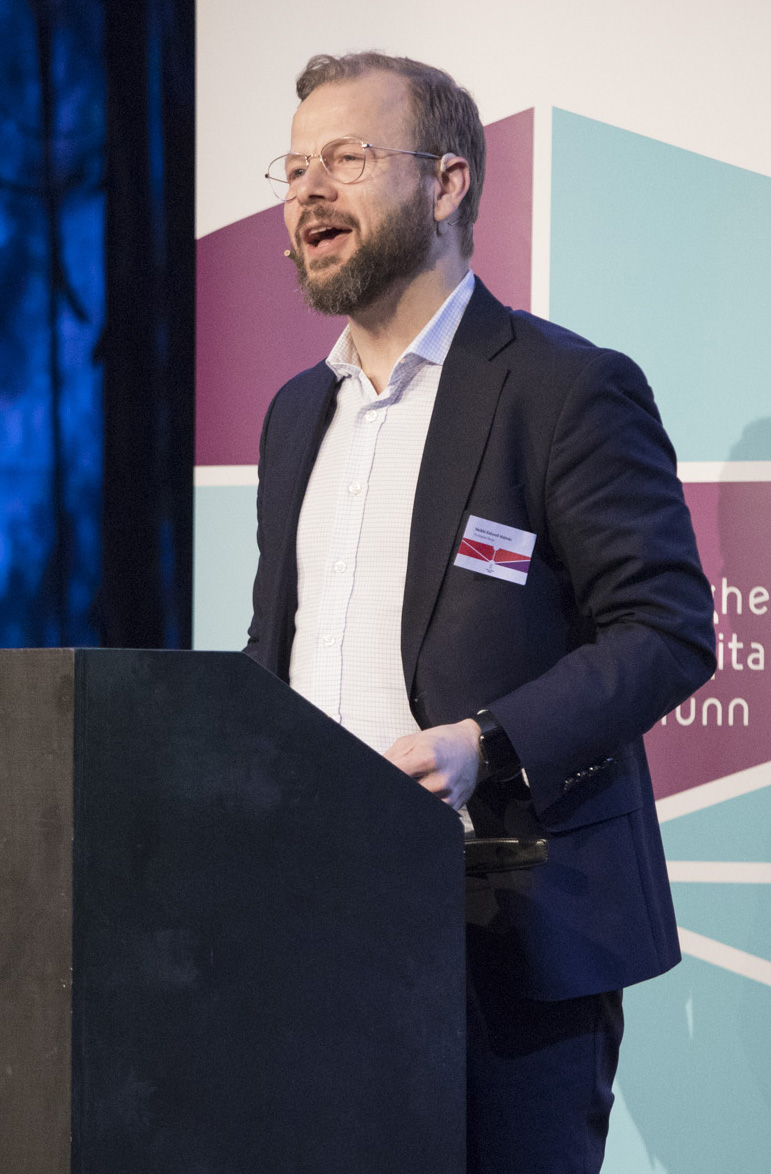
Heikki Holmås, 2018

Heikki Eidsvoll Holmås (* 28. Juni 1972 in Voss als Heikki Holmås) ist ein norwegischer Politiker der Sosialistisk Venstreparti (SV). Von 2001 bis 2017 war er Abgeordneter im Storting, zwischen März 2012 und Oktober 2013 war er der Entwicklungsminister seines Landes.

## Leben
Heikki Holmås ist der Sohn des norwegischen Autors Stig Holmås und der Ingenieurin und Textilarbeiterin Ingebjørg Monsen. Den Mittelnamen Eidsvoll nahm er bei seiner Hochzeit im Jahr 2012 an. Im Januar 2013 starb sein Stiefvater Tore Bech bei der Geiselnahme von In Aménas in Algerien. Seine Schulzeit schloss er im Jahr 1993 mit dem International Baccalaureate an der Kathedralschule Bergen ab. Anschließend studierte er unter anderem Rechtswissenschaften an der Universität Bergen und von 1999 bis 2001 Wirtschaftswissenschaften an der Norges Handelshøyskole. Das Studium brach er bei seinem Einzug ins Storting ab.
Während seines Studium war er in der Jugendorganisation Sosialistisk Ungdom (SU) engagiert. Dabei war er unter anderem von 1995 bis 1996 der Vorsitzende in der damaligen Provinz Hordaland. Anschließend übernahm er den Vorsitz auf landesweiter Ebene. Holmås fungierte schließlich bis 1999 als Vorsitzender der SU. Zwischen 1995 und 1999 saß er im Stadtrat von Bergen. Des Weiteren arbeitete er von 2000 bis 2001 in Teilzeit als Journalist bei TV 2.

### Abgeordneter im Storting
Bei der Parlamentswahl 2001 zog Holmås erstmals in das norwegische Nationalparlament Storting ein. Dort vertrat er den Wahlkreis Oslo zunächst bis 2005 im Kommunalausschuss, anschließend bis 2009 im Finanzausschuss. Im Anschluss an die Wahl 2009 wurde er Vorsitzender im Kommunal- und Verwaltungsausschuss. Ab 2005 war Holmås Teil des Fraktionsvorstandes. Von November 2009 bis 2010 war er dabei der Fraktionsvorsitzende, danach bis März 2012 stellvertretender Vorsitzender. In den Jahren 2008 bis 2010 war er zudem Vorsitzender der SV in Oslo.

### Minister und Rückzug aus der Politik
Am 23. März 2012 wurde Holmås als Nachfolger von Erik Solheim zum neuen Entwicklungsminister in der Regierung Stoltenberg II ernannt. Sein Amt war im norwegischen Außenministerium angesiedelt und er behielt den Posten bis zum Abtritt der Regierung am 16. Oktober 2013. Anschließend kehrte er, nachdem er als Mitglied der Regierung sein Mandat hatte ruhen lassen müssen und er bei der Parlamentswahl 2013 erneut gewählt worden war, ins Storting zurück. Dort wurde er Mitglied im Energie- und Umweltausschuss. Bei der Stortingswahl 2017 trat er nicht mehr erneut an.
Im November 2017 wurde er zum Vorsitzenden von Frivillighet Norge gewählt – einer Organisation, die ehrenamtliche Tätigkeiten verschiedener Vereine steuert.